# Lobelia chinensis
Lobelia chinensis är en klockväxtart som beskrevs av João de Loureiro. Lobelia chinensis ingår i släktet lobelior, och familjen klockväxter. Inga underarter finns listade i Catalogue of Life.

## Bildgalleri

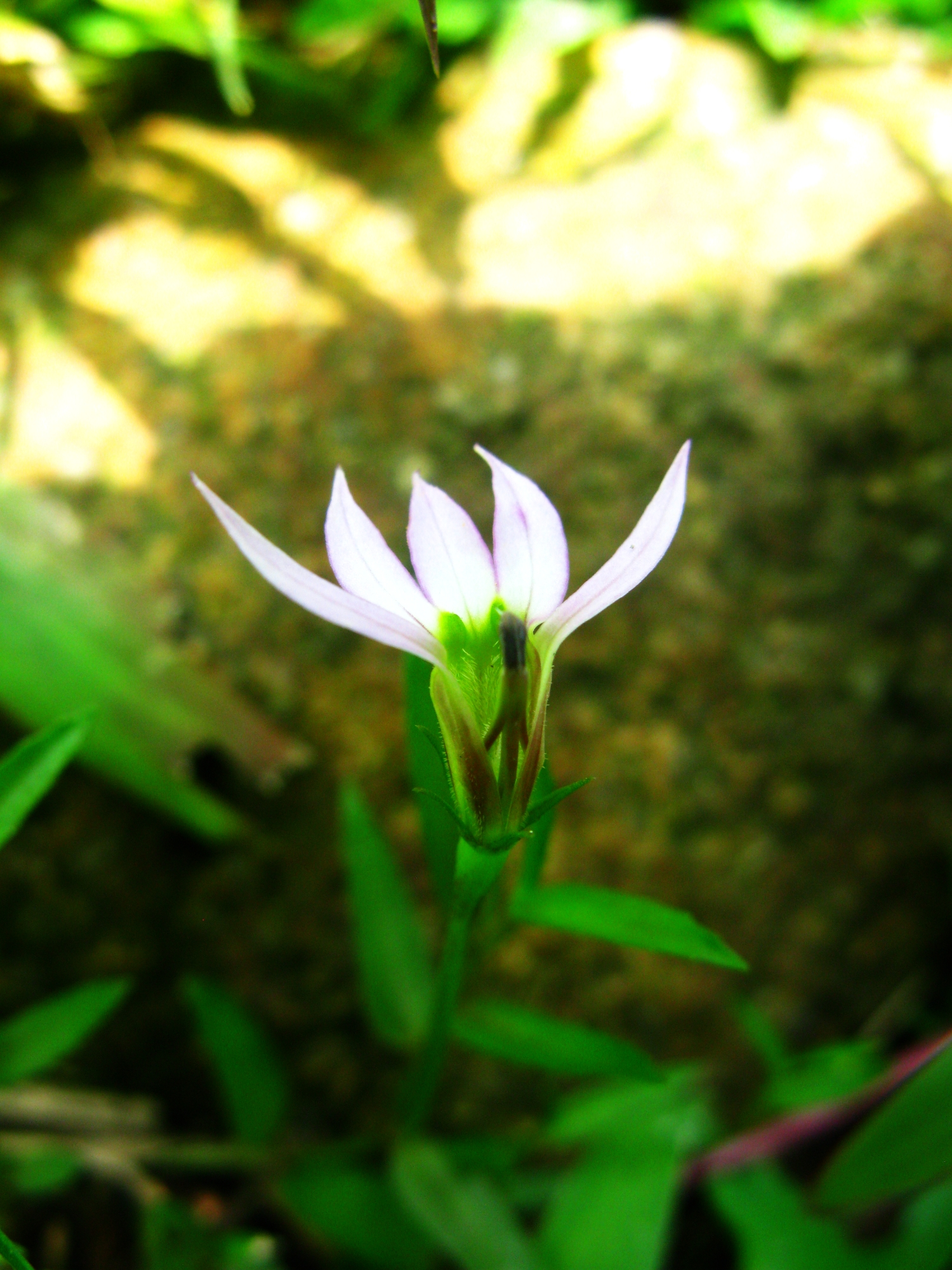
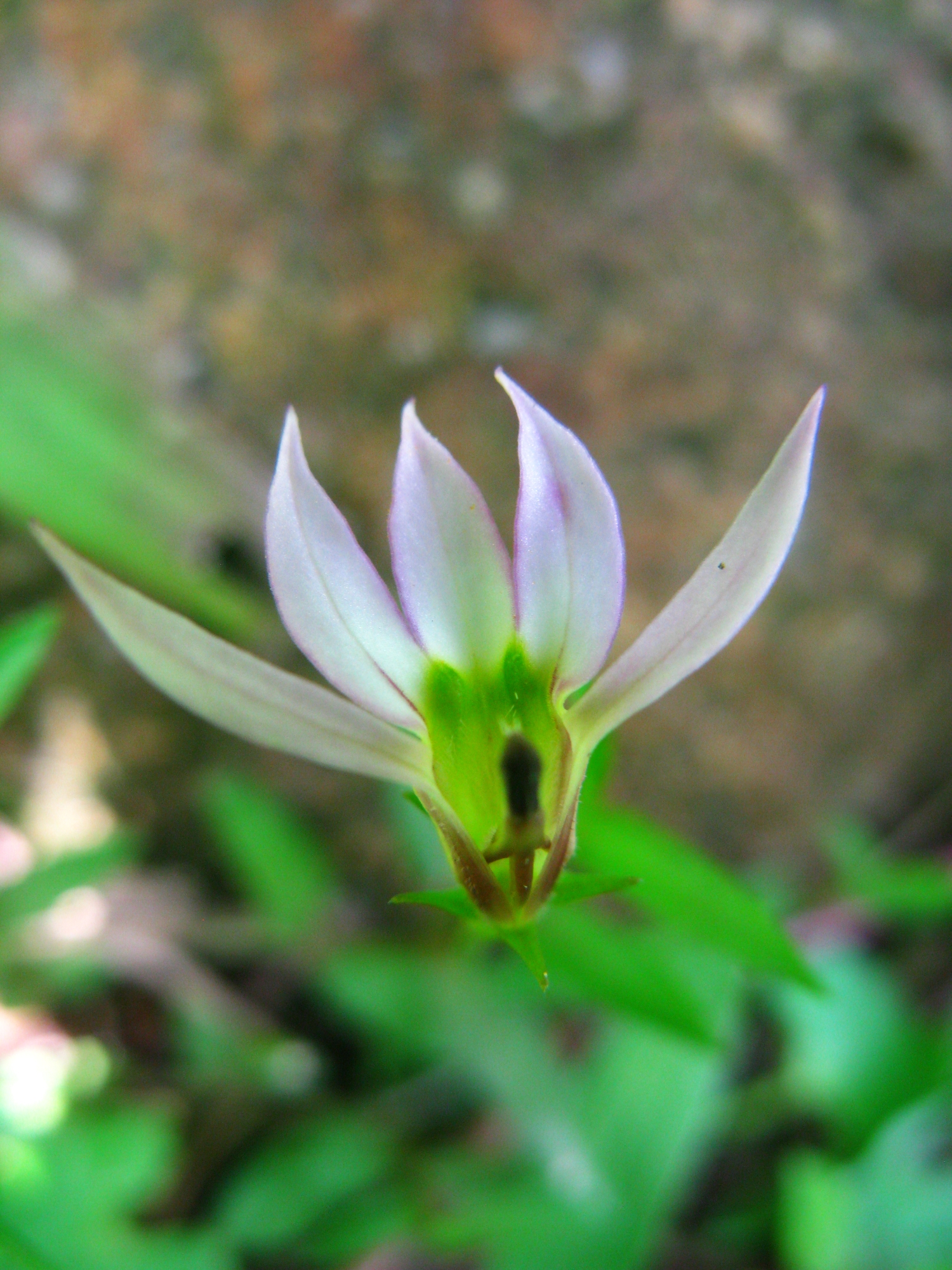
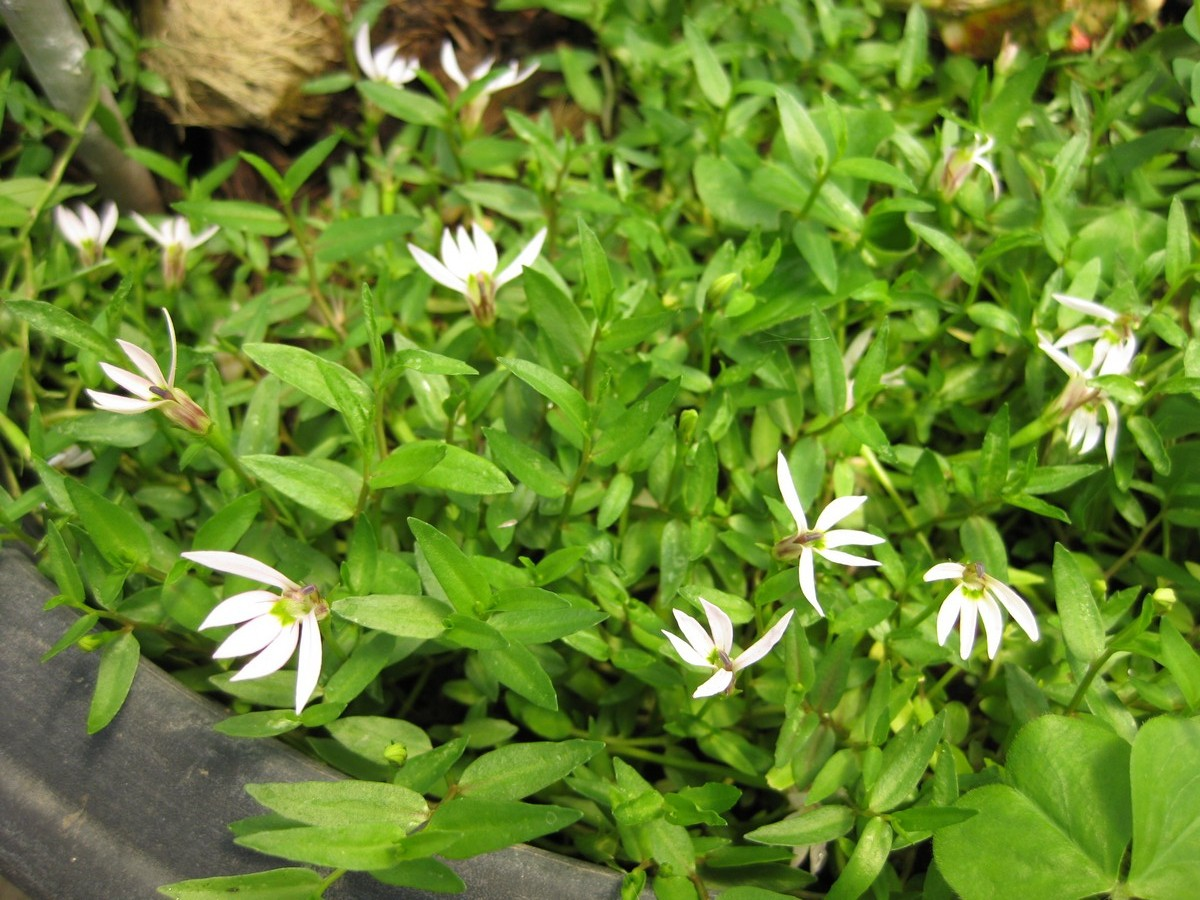
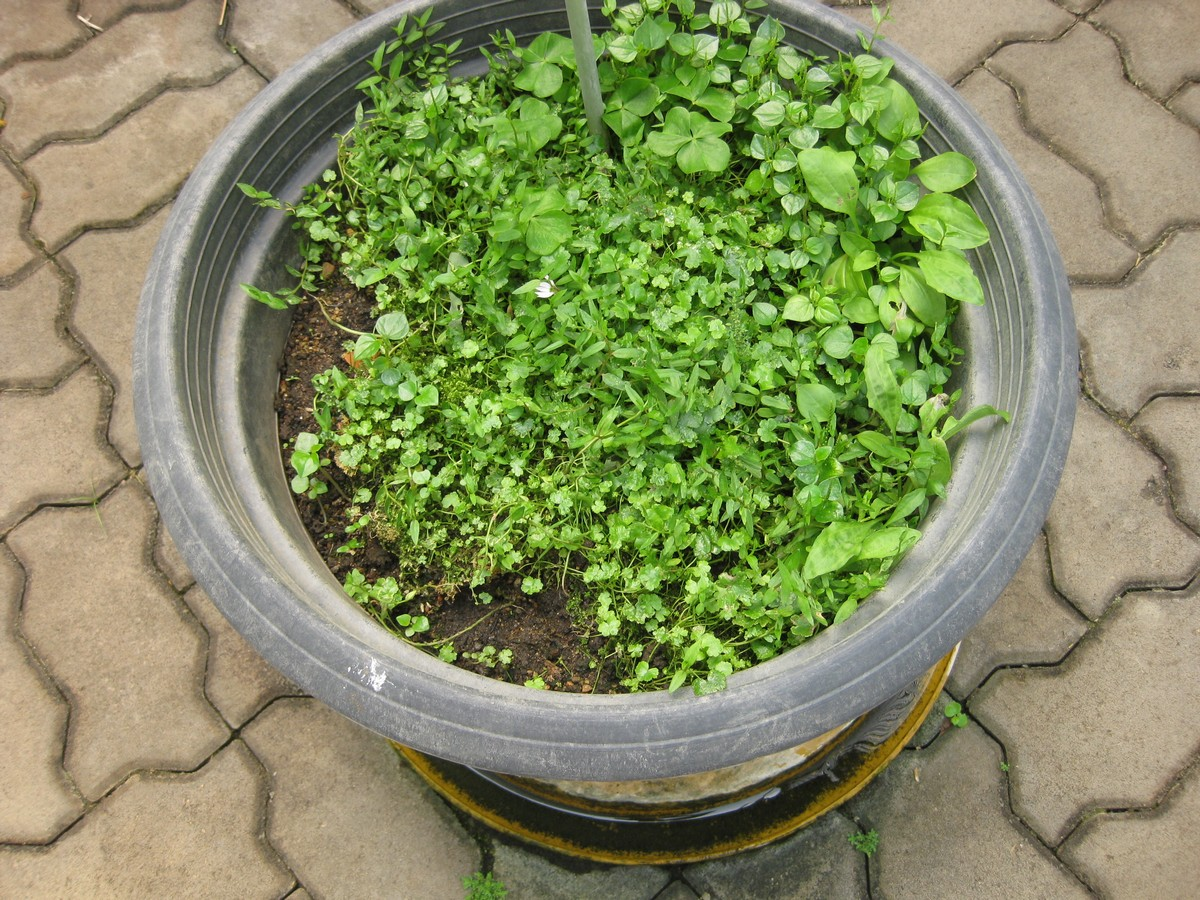